# 전영미
전영미(全榮美, 1972년 5월 23일~)는 대한민국의 희극 배우이다. 1996년 MBC 공채 7기 개그맨으로 데뷔하였다.

## 학력
- 청양초등학교
- 서일여자고등학교
- 청주사범대학 시각디자인과

## 출연 작품

### 영화
- 《강철비》 (2017년) - 북한중앙방송국 여앵커 역

### 드라마
- 2014년 tvN 금요드라마 《꽃할배 수사대》 ... 청소반장 역
- 2017년 SBS 월요시트콤 《초인가족》 ... 맹정신 역
- 2018년 OCN 월화드라마 《애간장》
- 2021년 OCN 토일드라마 《다크홀》 ... 봉주 어머니 역
- 2022년 tvN 월화드라마 《멘탈코치 제갈길》 … 오선아의 어머니 역
- 2025년 MBC 일일드라마 《태양을 삼킨 여자》 … 공 실장 역

### 예능
- 《코미디하우스》(MBC)
- 《테마게임》(MBC)
- 《일요일일요일밤에》(MBC)
- 《가족오락관》(KBS)

### 라디오
- 《만화열전 - 감격시대》(MBC 표준FM) - 기꾸히메
- 《배칠수 전영미의 9595쇼》(TBS FM)
- 《배칠수 전영미의 와와쇼》(SBS 러브FM)
- 《원더풀 라디오》(MBC 표준FM) - 수요일 게스트

## 수상
- 1999 MBC 개그맨 신인상
- 2003 SBS 연기대상 특별상
- 2017 제29회 한국PD대상 출연자상 라디오진행자부문